# Enrico Azzimonti

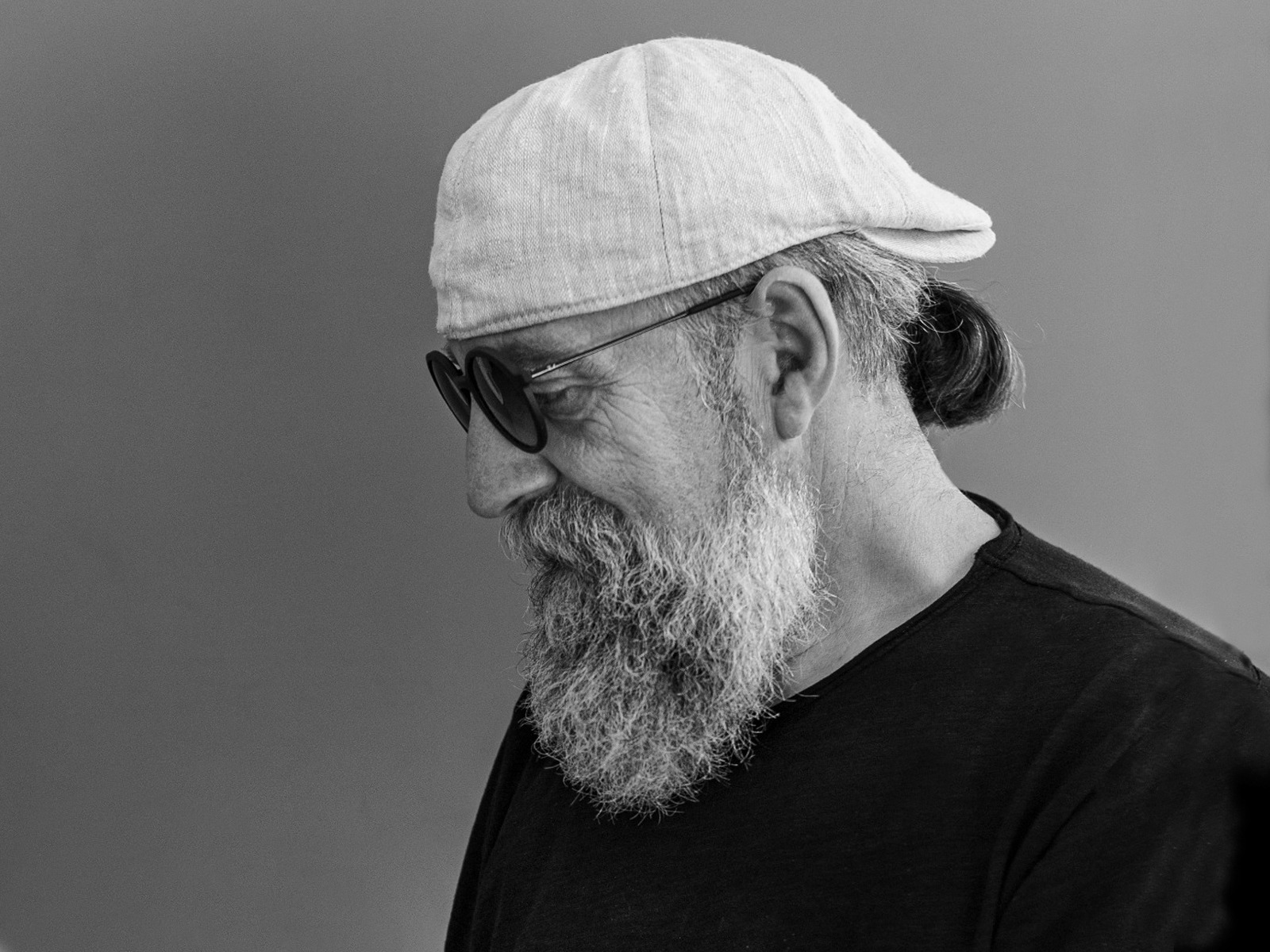

Enrico Azzimonti (Busto Arsizio, 10 marzo 1966) è un designer italiano.

## Biografia
Si laurea in architettura al Politecnico di Milano nel 1993 con una tesi sugli insediamenti protourbani in Umbria, mentre nel 1994 segue un Master in Design and Management, che lo porta a esplorare il mondo del design industriale.
Dal 1994, anno in cui apre il proprio studio professionale in Busto Arsizio, in una fabbrica manifatturiera risalente agli inizi del ‘900, affianca all’attività di architetto quella di designer, lavorando per diverse aziende.
Dopo una Summer Session alla Domus Academy di Milano con Hella Jongerius  di Droog Design, inizia una collaborazione fattiva con il designer catalano Jordi Pigem, con il quale sarà selezionato per la partecipazione a due edizioni consecutive (2000 e 2001) del Salone Satellite di Milano.
Dal 2006 inizia anche la sua attività di docente di design industriale, in istituzioni scolastiche come lo IED di Milano, lo IUAV, l'Università La Sapienza, l’Istituto Marangoni.
Dopo la partecipazione a diverse mostre collettive, in Italia e all’estero, come esponente della nuova generazione di designer italiani che opera a cavallo tra il XX e il XXI secolo, diversi suoi lavori vengono accolti nelle raccolte di importanti musei di design: tra questi, 35M (Collezione Permanente SaloneSatellite, presso il Polo Formativo Legno Arredo a Seveso) progetto che con Full e Sinus entra nella collezione permanente del Museu del Disseny di Barcellona.
Tra le molteplici pubblicazioni in libri e riviste internazionali, si ricordano tre edizioni consecutive dell'International Design Yearbook (edizione a cura di Karim Rashid, 2003  - edizione a cura di Tom Dixon, 2004  - edizione a cura di Marcel Wanders, 2005)

## Mostre
Nel 2006 il progetto “Sinus”, gabbia senza sbarre per uccellini domestici, realizzato in collaborazione con il designer catalano Jordi Pigem, è tra i selezionati per la mostra Bêtes de style al MUDAC di Losanna: una riflessione, attraverso l’opera di artisti di ogni parte del mondo, sulla relazione millenaria e ancestrale tra uomo e animale.
Dal 2010 una selezione di suoi lavori fa parte del progetto della Triennale di Milano The new italian design, dedicato ai giovani designer italiani. La mostra, divenuta poi itinerante, ha avuto come sedi espositive Milano, Città del Capo, Madrid, Pechino, Istanbul, Taiwan
Nel 2012 partecipa, con il progetto Candel alla mostra Fare lume, una esposizione a cura di Beppe Finessi al Museo Poldi Pezzoli di Milano
Del 2013 è la mostra Progetto cibo. La forma del Gusto al Mart di Rovereto, a cura di Beppe Finessi, che esplora le valenze simboliche e comunicative del cibo, oggetto di sperimentazione non solo culinaria ma anche estetica. Il progetto esposto è la zolletta di zucchero Bateau (il cui titolo è un omaggio alla poesia Le Bateau ivre di Arthur Rimbaud), nata dalla collaborazione con Jordi Pigem.
Nel 2014 partecipa con due progetti alla mostra alla Triennale di Milano Il design italiano oltre le crisi. Autarchia, austerità, autoproduzione. Dello stesso anno è anche la mostra Fatti ad hoc. Cooking Tools, a cura di Aldo Colonetti e Alberto Capatti, che vede i progetti realizzati da Alberto Meda, Enrico Azzimonti e Attila Veress in collaborazione con l'azienda Tvs e la Bottega Ghianda dell'ebanista Pierluigi Ghianda
Nel 2017 è tra i designer selezionati da Polifactory (makerspace e fab-lab del Politecnico di Milano) per Fabric-Action,un progetto sperimentale nato con l’obiettivo di esplorare utilizzi e applicazioni innovative della canapa, presentato durante la Milano Design Week

## Premi e Menzioni
- SIT Furniture Award 2023 - categoria Baby & Children chair - per il progetto "", sedia per bambini progettata per Anfa
- Good Design Award 2020 - categoria Sport-Recreation - per il progetto "Point", calciobalilla in tubolare inox progettato per Blm Group
- Platinum A' Design Award 2017 - categoria Street Furniture Design - per il progetto "Bench"[25], panchina in tubolare inox taglio laser progettata per Blm Group
- Selezione Adi Design Index 2007 per il progetto "People"[26][27], maniglia polifunzionale.
- Selezione Adi Design Index 2007 per il progetto "18 10"[26][28], un fiasco in acciaio inox che reinterpreta la forma iconica del tradizionale contenitore per vino in veste contemporanea e tecnologica